# ぶらぶら美術・博物館
『ぶらぶら美術・博物館』（ぶらぶらびじゅつ・はくぶつかん）は、2010年4月6日から2023年9月27日までBS日テレで放送されていた教養バラエティ番組。通称は「ぶら美」。

## 概要
散歩感覚で美術館や博物館（主に美術館であることが多い）を訪れ、美術・博物館で行われている企画展や常設展などを鑑賞し楽しむ美術バラエティ番組。この番組の大きな特徴は、これまでの美術番組とは違い、非常にライト感覚で美術を身近に感じられるような形態をとっている所である。
基本的には、美術の素人であるおぎやはぎと高橋マリ子に、美術に造詣のある山田五郎とゲストの専門家がわかり易く解説していく。
2022年10月4日放送回から動画配信サービス「TVer」での見逃し配信を開始した。
2023年9月27日に通常放送を終了したが、2024年12月19日にはスペシャル番組として、展覧会「モネ 睡蓮のとき」を特集した回が放送された。

## 放送時間
いずれもJST。プロ野球シーズン（3月-10月頃）で20時台放送時は巨人戦中継（『DRAMATIC BASEBALL』）放送に伴い、長期間の休止を余儀なくされる場合がある。
- 2013年9月24日まで：毎週火曜日20:00 - 20:54
- 2018年3月16日まで：毎週金曜日20:00 - 20:54
- 2020年3月31日まで：毎週火曜日21:00 - 22:00
- 2023年3月28日まで：毎週火曜日20:00 - 20:54[5][6]
- 2023年4月から：毎週水曜日22:00 - 22:54[6]

## 出演者
- 山田五郎
- おぎやはぎ
  - 小木博明
  - 矢作兼
- 高橋マリ子（2014年1月17日 - ）
- 光浦靖子（2010年11月9日、2012年2月7日・2月14日、2013年8月20日、相沢紗世の代役）
- ゲスト（主に毎回訪れる美術・博物館の学芸員や、テーマとなる芸術家や作品について詳しい研究家などの専門家）
- 奥田民義（ナレーター）

### 過去の出演者
- 相沢紗世（2010年4月6日 - 2014年1月10日）

## 放送リスト
| 初放送日              | サブタイトル | 訪れた施設 |
| --------------------- | --- | --- |
| 2010年 4月6日 4月13日 | 「古代ローマの世界遺産 ポンペイ展」横浜美術館                                                                        | 横浜美術館 |
| 4月27日 5月4日        | 「ボストン美術館展」 六本木ヒルズで名画のフルコース                                                                  | 六本木ヒルズ森アーツセンターギャラリー                                                                          |
| 5月11日 5月18日       | 丸の内建築遺産とモダン・パリのアート                                                                                 | 三菱一号館美術館 三井本館 日本銀行本店 明治生命館                                                               |
| 5月25日 6月1日        | 上野公園で博物館めぐり〜戦国大名の至宝と大哺乳類展〜                                                                 | 東京国立博物館 黒田記念館 国立科学博物館                                                                        |
| 6月8日 6月15日        | 箱根八里でぶらぶらアート旅〜巨匠たちの野外彫刻と名画〜                                                               | 箱根 彫刻の森美術館 ポーラ美術館                                                                                |
| 6月22日 6月29日       | 箱根で日本の伝統美とラリックに出会う〜ジョン・レノンが愛した老舗ホテルと豪華ガラスアート〜                           | 富士屋ホテル 古美術 大和屋商店 箱根ラリック美術館                                                               |
| 7月13日 7月17日       | オルセー美術館展〜モネ・ゴッホ・ゴーギャン 巨匠たちの名画 奇跡の来日〜                                               | 国立新美術館 |
| 8月10日 8月17日       | 渋谷で発見!西欧と江戸の大衆文化〜ブリューゲルの版画と江戸の絵画〜                                                    | Bunkamuraザ・ミュージアム 山種美術館                                                                            |
| 8月24日 9月7日        | アントワープ王立美術館コレクション展〜マグリットからアンソールへ、ベルギー幻想絵画の世界〜                           | 東京オペラシティアートギャラリー                                                                                |
| 9月14日 9月28日       | 秋の世田谷美術館巡り〜ゴッホ、ピカソらの名画と向井潤吉のアトリエ探訪〜                                               | 世田谷美術館 世田谷美術館分館 向井潤吉アトリエ館                                                                |
| 10月5日               | 江戸東京博物館〜ゴッホもモネも感動! 北斎・広重が描く「隅田川」展〜                                                   | 江戸東京博物館                                                                                                  |
| 10月12日              | 損保ジャパン東郷青児美術館〜イタリアの至宝・ウフィツィ美術館の自画像とゴッホのひまわり〜                             | 損保ジャパン東郷青児美術館                                                                                      |
| 10月19日              | 横浜美術館〜印象派の巨匠・ドガ作品一挙来日! 名画「エトワール」に出会う〜                                             | 横浜美術館 横浜三塔                                                                                             |
| 11月2日               | 箱根・成川美術館とポーラ美術館〜富士山の名画コレクションとピカソ、シャガール〜                                       | 成川美術館 ポーラ美術館                                                                                         |
| 11月9日               | 東京国立博物館「東大寺大仏展」〜国宝・秘仏!謎多き天平文化の至宝が遂に公開!〜                                         | 東京国立博物館                                                                                                  |
| 11月23日              | ホキ美術館〜千葉県に誕生!日本初「写実絵画の殿堂」!!〜                                                                | ホキ美術館 |
| 11月30日              | 京都に出張!〜平安神宮と天才女流画家・上村松園〜                                                                      | 京都国立近代美術館 平安神宮 津田楼                                                                              |
| 12月7日               | 紅葉の京都でアート旅〜知恩院で国宝三昧!秀吉のお宝が眠る高台寺〜                                                      | 知恩院 高台寺                                                                                                   |
| 12月21日              | 箱根・ポーラ美術館〜抱腹絶倒!?天然画家・ルソーの名画を満喫!〜                                                        | ポーラ美術館 |
| 12月28日              | 和風建築美の極み・目黒雅叙園〜坂本龍馬の面影と“ぶらぶら”メンバーが選ぶ2010年の名作〜                                 | 目黒雅叙園 |
| 2011年 1月4日         | 大人が楽しむてっぱく! 鉄道博物館〜走る芸術「御料車」展〜                                                             | 鉄道博物館 |
| 1月18日               | 名画の殿堂!上野・国立西洋美術館〜モネ・ロダン 世界的名作ずらり 日本一のコレクションに迫る!〜                         | 国立西洋美術館                                                                                                  |
| 2月1日                | ブリヂストン美術館〜セザンヌ、ピカソの名画 なぜ、これが“傑作”なの?〜                                                 | ブリヂストン美術館                                                                                              |
| 2月8日                | 銀座で画廊めぐりツアー〜ピカソから横山大観まで、自分で絵を買ってみよう!〜                                            | ギャルリーためなが 相模屋美術店 ギャラリー玉英 銀座 柳画廊                                                      |
| 2月22日               | 華麗なる一族の美術館「大倉集古館」〜ホテル・オークラで国宝仏像、横山大観の名作を〜                                   | 大倉集古館 |
| 3月8日                | 目黒・東京都庭園美術館〜ラリック装飾の洋館で庭園散歩、20世紀ポスター「タイポグラフィ」展〜                           | 東京都庭園美術館                                                                                                |
| 3月15日               | 山種美術館で「ボストン美術館」所蔵の浮世絵名品展〜錦絵黄金時代と、清長・歌麿・写楽の魅力!〜                          | 山種美術館 |
| 3月22日 4月2日        | 国立新美術館 20世紀アート革命「シュルレアリスム」展〜ダリ・キリコ・マグリットの名作の謎を解き明かす〜                | 国立新美術館 |
| 4月19日               | 東京国立近代美術館「生誕100年岡本太郎展」〜天才?奇才!TAROの軌跡!〜                                                   | 東京国立近代美術館                                                                                              |
| 4月26日               | 上野・国立西洋美術館 レンブラント展 〜17世紀オランダの巨匠が追求した光と影の芸術〜                                   | 国立西洋美術館 上野動物園                                                                                       |
| 5月3日                | 渋谷 Bunkamura ザ・ミュージアム オランダ・フランドル絵画展 〜奇跡の時代 フェルメール レンブラント ルーベンス〜       | Bunkamuraザ・ミュージアム                                                                                       |
| 5月17日               | 平塚市美術館「画家たちの二十歳の原点」 〜黒田清輝から横尾忠則までそれぞれの時代と、それぞれの青春〜                  | 平塚市美術館 |
| 5月31日               | 江戸東京博物館 特別展「五百羅漢図」 〜驚異の仏画 全100幅の秘密に迫る!〜                                              | 江戸東京博物館                                                                                                  |
| 6月7日                | 平城遷都1300年魅惑の奈良 〜お寺めぐりと奈良国立博物館〜                                                              | 東大寺 薬師寺 奈良国立博物館・なら仏像館 奈良ホテル                                                             |
| 6月21日               | 千葉県立美術館 裸の大将!山下清展 〜日本のゴッホ もうひとつの物語〜                                                   | 千葉県立美術館                                                                                                  |
| 7月5日                | 国立新美術館 ワシントン・ナショナル・ギャラリー展 〜これを見ずに印象は語れない!〜                                    | 国立新美術館 |
| 7月12日               | 大正ロマン 竹久夢二美術館と弥生美術館 〜夢二式美人と高畠華宵 挿絵の世界〜                                            | 竹久夢二美術館 弥生美術館 東京大学 コミュニケーションセンター                                                   |
| 8月2日                | 大英博物館 古代ギリシャ展 〜上野でギリシャ神話と「究極の美」の謎に迫る!〜                                            | 国立西洋美術館 伊豆栄 本店                                                                                      |
| 8月9日                | ブリヂストン美術館「没後100年 青木繁展」 〜伝説の画家・青木繁の生涯と、名画「海の幸」〜                              | ブリヂストン美術館                                                                                              |
| 8月23日               | 伊豆下田・上原近代美術館 〜ルノワール・ピカソ・マティス 森の中の美術館で名画を〜                                     | 上原近代美術館 下田セントラルホテル                                                                             |
| 9月6日                | 芸術の秋!アートスポット・六本木めぐり 〜東京ミッドタウンとサントリー美術館「ヴェネチアン・グラス展」〜               | サントリー美術館 東京ミッドタウン                                                                               |
| 9月13日               | 3年に1度の現代アート祭り! ヨコハマトリエンナーレ2011 〜オノ・ヨーコ、横尾忠則、アラーキー 体験する最新アートの世界〜 | ヨコハマトリエンナーレ2011 黄金町バザール2011 竜宮美術旅館 L CAMP                                               |
| 9月27日               | 東京国立近代美術館 〜歴史的コレクションに見る近代日本美術〜                                                          | 東京国立近代美術館                                                                                              |
| 10月18日              | 世界遺産・岩手県平泉へ! 〜浄土庭園と中尊寺・金色堂 至宝の数々〜                                                      | 高館義経堂 毛越寺 中尊寺（金色堂）                                                                              |
| 10月25日              | 夜の六本木で秋のアートめぐり第2弾! 〜国立新美術館 モダンアート、アメリカン展〜                                       | 国立新美術館 六本木ヒルズ展望台 東京シティビュー                                                                |
| 11月8日               | 江戸東京博物館「世界遺産 ヴェネツィア展」〜“水の都”千年の歴史と、魅惑の芸術〜                                        | 江戸東京博物館                                                                                                  |
| 11月12日              | ぶらぶら美術・博物館スペシャル 〜知る人ぞ知るパリ!珠玉の美術・博物館〜                                               | ギュスターヴ・モロー美術館 国立工芸技術博物館 カフェ・ドゥ・マゴ M.G.W.SEGAS ドゥルオー競売場（リシュリュー館） |
| 11月29日              | パリの浮世絵師・ロートレック 〜波乱の人生を駆け抜けた天才画家〜                                                      | 三菱一号館美術館 mikuni MATUNOUCHI                                                                              |
| 12月6日               | 茨城県近代美術館「ウルトラマン・アート!展」 〜祝!誕生45周年 永遠のヒーロー〜                                         | 茨城県近代美術館                                                                                                |
| 12月20日              | プラド美術館の至宝「ゴヤ展」 〜マネ、ピカソに影響を与えた天才・宮廷画家の光と影〜                                    | 国立西洋美術館                                                                                                  |
| 12月27日              | ちひろ美術館と年忘れ大回顧展! 〜絵本の世界とぶらぶらメンバーが選ぶ2011年ベスト5〜                                    | ちひろ美術館 二八そば 活魚 丸嶋                                                                                 |

| 初放送日       | サブタイトル | 訪れた施設                                                                                          |
| -------------- | --- | --------------------------------------------------------------------------------------------------- |
| 2012年 1月10日 | 愛知県美術館「生誕100年 ジャクソン・ポロック展」〜ピカソを超えた男・ポロック、日本初の回顧展〜                                | 愛知県美術館 名古屋城                                                                               |
| 1月17日        | 没後150年 歌川国芳展 〜奇想天外!時代を超えた浮世絵師!〜                                                                       | 六本木ヒルズ森アーツセンターギャラリー                                                              |
| 1月31日        | フェルメールからのラブレター展 〜17世紀オランダ絵画に見る「コミュニケーション」の形〜                                         | Bunkamuraザ・ミュージアム 名曲喫茶ライオン                                                          |
| 2月7日         | 山梨県立美術館 新所蔵作品・特別公開記念!! 〜ミレーの名画と、バルビゾン派・珠玉の風景画コレクション〜                          | 山梨県立美術館                                                                                      |
| 2月14日        | 山梨県立美術館 モーリス・ドニ展 〜ポスト印象派・ドニが描く美しき家族の肖像〜                                                  | 山梨県立美術館                                                                                      |
| 2月28日        | 上野・国立科学博物館 〜知のワンダーランド“カハク”の知られざる魅力!〜                                                          | 国立科学博物館                                                                                      |
| 3月13日        | 山種美術館「和のよそおい―松園・清方・伊東深水―」 〜和装の美人画にみる、日本の伝統美〜                                         | 山種美術館                                                                                          |
| 3月20日        | 神奈川県立歴史博物館で発見! 〜世界が驚愕!明治の天才陶芸家 宮川香山〜                                                          | 神奈川県立歴史博物館 横浜マリンタワー                                                               |
| 3月23日        | 今、最もホットなアートスポット・金沢 〜クラシックとモダンがコラボする古都!〜                                                  | 金沢21世紀美術館 石川県立美術館 箔座 本店 金沢料理旅館 山乃尾 ひがし茶屋街 ひがひやま 久連波 兼六園 |
| 3月27日        | 佐倉・DIC川村記念美術館 〜美しい自然の中で鑑賞する珠玉のコレクション〜                                                        | DIC川村記念美術館                                                                                   |
| 4月3日         | アンデス文明・最後の国家「インカ帝国展」 〜マチュピチュ発見100年、謎のつつまれた帝国の全貌〜                                  | 国立科学博物館                                                                                      |
| 4月17日        | 国立新美術館「セザンヌ―パリとプロヴァンス」展 〜国内過去最大規模!100%セザンヌ!〜                                              | 国立新美術館                                                                                        |
| 4月24日        | 北京・故宮博物館の至宝が東京富士美術館に! 〜日本初公開!西太后ら、故宮の女たちの華麗なる生活〜                                 | 東京富士美術館                                                                                      |
| 5月1日         | 練馬区立美術館「バルビエ×ラブルール」 〜アールデコ美と幻想のイラストレーション〜                                              | 練馬区立美術館 としまえん                                                                           |
| 5月15日        | 東京国立博物館「ボストン美術館 日本美術の至宝」 〜海を渡った国宝級の名作たち、上野に里帰り!〜                                 | 東京国立博物館                                                                                      |
| 5月22日        | 横浜美術館「マックス・エルンスト展」 〜シュルレアリスム絵画 幻想と謎の世界〜                                                  | 横浜美術館 氷川丸                                                                                   |
| 5月29日        | ロシアの至宝「大エルミタージュ美術館展」前編 〜名画で巡る400年 ルネサンスからロココへ〜                                       | 国立新美術館                                                                                        |
| 6月5日         | ロシアの至宝「大エルミタージュ美術館展」後編 〜名画で巡る400年 印象派からマティス、ピカソまで〜                               | 国立新美術館                                                                                        |
| 6月12日        | 東京藝大大学美術館 高橋由一展 〜「鮭」「花魁」サムライ洋画家のナゾ〜                                                          | 東京芸術大学大学美術館                                                                              |
| 6月19日        | 横須賀美術館「国吉康雄展」 〜アメリカ美術を変えた男!孤高の芸術と波乱の生涯〜                                                  | 横須賀美術館 走水ボードウォーク                                                                     |
| 6月26日        | 京都・細見美術館展「琳派・若冲と雅の世界」 〜宗達・抱一から奇想の画家・伊藤若冲まで〜                                         | そごう美術館                                                                                        |
| 7月3日         | 夏の古都・鎌倉で仏像ざんまい! 〜鎌倉国宝館 天才!運慶が変えた鎌倉仏像の魅力〜                                                  | 鎌倉国宝館 鶴岡八幡宮 高徳院 鎌倉彫 吾妻屋                                                          |
| 7月10日        | 三菱一号館美術館「バーン＝ジョーンズ展」 〜『夢の国』に住む芸術家が切りひらいた装飾芸術〜                                     | 三菱一号館美術館 Cafe 1894                                                                          |
| 7月17日        | ガンダーラ美術の殿堂・松岡美術館 〜セレブの街・白金台で、イケメン仏像のナゾに迫る!〜                                          | 松岡美術館 ルーヴル DNPミュージアムラボ                                                             |
| 7月24日        | 大英博物館の至宝 古代エジプト展 〜日本初公開!世界最長37mの「死者の書」を読み解く!〜                                           | 六本木ヒルズ森アーツセンターギャラリー                                                              |
| 8月14日        | 上野・東京都美術館「マウリッツハイス美術館展」 〜“世界一有名な少女”来日! オランダ・フランドル絵画の至宝〜                     | 東京都美術館 上野恩賜公園                                                                           |
| 8月21日        | 東京都現代美術館「日本ファッションの未来性」展 〜「ボロ」から「kawaii」まで、世界に衝撃を与えた服〜                           | 東京都現代美術館                                                                                    |
| 9月4日         | 長崎アート巡礼スペシャル!ハウステンボス美術館「幻のゴッホ展」〜大浦天主堂のステンドグラスからゴッホの名画まで〜               | ハウステンボス美術館 ハウステンボス 大浦天主堂                                                      |
| 9月18日        | 「特撮博物館」世界に誇る名作と技 〜ゴジラもウルトラマンも特撮ヒーロー勢揃い〜                                                 | 東京都現代美術館                                                                                    |
| 9月25日        | アントワープ王立美術館所蔵「ジェームズ・アンソール展」 〜ベルギー近代絵画の奇才・アンソール、仮面と幻想の世界〜               | 損保ジャパン東郷青児美術館 NTTインターコミュニケーション・センター                                  |
| 10月2日        | 日光へ!大人の修学旅行 〜世界遺産・東照宮の謎と魅力〜                                                                          | 日光東照宮 日光東照宮宝物館 輪王寺三仏堂                                                            |
| 10月9日        | 日本のお宝、再発見!サントリー美術館「お伽草子展」 〜「漫画」のルーツ!名作物語絵巻の魅力〜                                     | サントリー美術館 豊川稲荷東京別院                                                                   |
| 10月23日       | 府中市美術館「ポール・デルヴォー展」 〜シュルレアリスムの巨匠・デルヴォー 夢をめぐる旅〜                                      | 府中市美術館 大國魂神社                                                                             |
| 10月30日       | 国立新美術館「リヒテンシュタイン」展 〜華麗なる侯爵家の秘宝、待望の初来日!!〜                                                 | 国立新美術館 迎賓館赤坂離宮                                                                         |
| 11月6日        | 芸術の秋!茨城へ、アート旅 〜笠間日動美術館で知る“巨匠の素顔”〜                                                                | 笠間日動美術館 回廊ギャラリー 門 茨城県陶芸美術館 石切山脈 春風萬里荘                               |
| 11月20日       | 4000年の歴史コレクション!メトロポリタン美術館展 〜古代文明からゴッホの「糸杉」まで〜                                          | 東京都美術館 IVORY Restaurant 西郷隆盛銅像                                                          |
| 11月27日       | 東京国立近代美術館 開館60周年記念特別展 〜MOMATベストセレクションで辿る、日本近代美術の100年〜                                | 東京国立近代美術館 北の丸公園                                                                       |
| 12月4日        | 箱根ガラスの森美術館でクリスマス! 〜世界遺産の都の奇蹟!ヴェネチアン・グラス〜                                                 | 箱根ガラスの森美術館 鈴廣のかまぼこ博物館                                                           |
| 12月18日       | わくわく!国立科学博物館 〜特別展「チョコレート展」から「地球館」まで〜                                                        | 国立科学博物館                                                                                      |
| 12月25日       | 東京駅で現代アートと年忘れ大回顧! 〜鉄道をめぐるアートの世界と、メンバーが選ぶ2012年ベスト5〜                                 | 東京ステーションギャラリー フォーシーズンズホテル丸の内東京                                         |
| 2013年 1月8日  | 世界遺産・比叡山延暦寺 〜日本仏教の母山 1200年の祈りの歴史〜                                                                  | 比叡山延暦寺                                                                                        |
| 1月22日        | 森美術館「会田誠展：天才でごめんなさい」 〜現代美術界の“取り扱い注意”作家・初の大個展〜                                       | 森美術館 赤坂 氷川神社                                                                              |
| 1月29日        | 家族で作った夢の館「オルゴールの小さな博物館」 〜閉館間近!日本で最初のオルゴール博物館〜                                      | オルゴールの小さな博物館 護国寺                                                                     |
| 2月5日         | Bunkamuraザ・ミュージアム「白隠展」 〜仏教界のカリスマ・白隠、ユーモアに満ちた禅画の世界〜                                    | Bunkamuraザ・ミュージアム 渋谷ヒカリエ                                                              |
| 2月12日        | 古都・金沢アート旅スペシャル!PART1 〜注目の金沢21世紀美術館と城下町・東茶屋街〜                                               | 金沢21世紀美術館 石川県立美術館 箔座 本店 金沢料理旅館 山乃尾 ひがし茶屋街 ひがひやま 久連波 兼六園 |
| 2月19日        | 古都・金沢アート旅スペシャル!PART2 〜加賀の伝統工芸と魯山人の美食〜                                                           | 金沢21世紀美術館 石川県立美術館 箔座 本店 金沢料理旅館 山乃尾 ひがし茶屋街 ひがひやま 久連波 兼六園 |
| 2月26日        | スペイン黄金期の巨匠「エル・グレコ展」 〜深い精神性と神秘の世界〜                                                             | 東京都美術館 東京文化会館                                                                           |
| 3月5日         | 小江戸・川越へ、歴史探訪! 〜名刹・喜多院 江戸城の遺構と五百羅漢〜                                                             | 喜多院 大澤家住宅（小松屋民芸店） ヤオコー川越美術館                                                |
| 3月12日        | 東京国立博物館・東洋館リニューアル! 〜特別展「飛騨の円空」と東洋館で日帰りアジアの旅〜                                        | 東京国立博物館                                                                                      |
| 3月26日        | 国立西洋美術館 ラファエロ展 〜ヨーロッパ中の美術館から集結!世紀の大傑作展〜                                                   | 国立西洋美術館 旧岩崎邸庭園                                                                         |
| 4月2日         | 東日本大震災復興支援特別展「若冲が来てくれました」 〜プライスコレクション 江戸絵画の美と生命〜                                | 仙台市博物館 せんだいメディアテーク                                                                 |
| 4月9日         | アール・ヌーヴォーの巨匠「ミュシャ展」 〜世紀末パリを彩った「美」と、秘められた故郷への思い〜                                 | 六本木ヒルズ森アーツセンターギャラリー 毛利庭園                                                     |
| 4月30日        | 三菱一号館美術館「奇跡のクラークコレクション」 〜100%印象派!ルノワールにモネ ドガの傑作大集合〜                               | 三菱一号館美術館 日比谷公園 日比谷松本楼                                                            |
| 5月21日        | 世田谷美術館「暮らしと美術と高島屋」展 〜老舗百貨店と文化のアートな関係〜                                                     | 世田谷美術館 玉川高島屋ショッピングセンター                                                         |
| 5月28日        | 森美術館「LOVE展」 〜シャガールから草間彌生まで、「愛」を語りつくす1時間!〜                                                   | 森美術館 毛利庭園                                                                                   |
| 6月4日         | 出雲大社遷宮スペシャルPart1 〜足立美術館 日本一の庭園と大観芸術〜                                                             | 足立美術館 出雲大社前駅 出雲大社 島根県立古代出雲歴史博物館                                         |
| 6月11日        | 出雲大社遷宮スペシャルPart2 〜国宝400点!古代出雲歴博と山陰の美術館めぐり〜                                                    | 島根県立古代出雲歴史博物館 出雲大社 植田正治写真美術館 島根県立美術館                               |
| 6月18日        | 東京藝大大学美術館「夏目漱石の美術世界展」 〜漱石文学に織り込まれたアートの世界をめぐる〜                                     | 東京芸術大学大学美術館 寛永寺                                                                       |
| 6月25日        | アートな避暑地・軽井沢Part1 〜ペイネが描く愛の世界と千住博が挑む日本画の新境地〜                                              | 軽井沢千住博美術館 軽井沢タリアセン 睡鳩荘（旧朝吹山荘） ペイネ美術館 エルツおもちゃ博物館・軽井沢  |
| 7月2日         | アートな避暑地・軽井沢Part2 〜ジョン・レノンの愛した万平ホテルからセゾン現代美術館の名作まで〜                                | 万平ホテル セゾン現代美術館                                                                         |
| 7月16日        | サントリー美術館「生誕250周年 谷文晁」展 〜この絵師、何者!? 江戸の巨匠の集大成〜                                              | サントリー美術館 東京ミッドタウン・デザインハブ                                                     |
| 7月23日        | 手塚治虫×石ノ森章太郎「マンガのちから」展 〜アトムから仮面ライダーまで 名作誕生の秘密に迫る!〜                                | 東京都現代美術館                                                                                    |
| 8月6日         | 夏を楽しむ!おとなの京都旅 〜長谷川等伯 国宝の障壁画とモダン庭園の美〜                                                         | 智積院 東福寺 京料理 田鶴                                                                           |
| 8月20日        | ロシア・プーシキン美術館展“フランス絵画300年” 〜モネ、ルノワール… フランスが羨む驚異のコレクション〜                          | 横浜美術館 パシフィコ横浜                                                                           |
| 8月27日        | 国立新美術館「アメリカン・ポップ・アート展」 〜日本初上陸!ポップ・アートの「モナ・リザ」に出会う!!〜                          | 国立新美術館                                                                                        |
| 9月17日        | 山種美術館「速水御舟―日本美術院の精鋭たち―」展 〜“伝統の破壊者”御舟の生涯〜                                                   | 山種美術館                                                                                          |
| 9月24日        | 根津美術館「水墨画」展と茶の湯の世界〜日本庭園の中で楽しむ東洋古美術の至宝〜                                                  | 根津美術館                                                                                          |
| 10月4日        | 秋の倉敷アート旅SP! 大原美術館で名画三昧 印象派の巨匠編〜ルノワール、モネ、マネ 奇跡の傑作に感動!〜                           | 大原美術館                                                                                          |
| 10月11日       | 秋の倉敷アート旅SP! 大原美術館で名画三昧 20世紀の巨匠編〜エル・グレコ「受胎告知」からマティス、ピカソ、日本の名画まで〜       | 大原美術館                                                                                          |
| 10月25日       | 国宝 興福寺仏頭展 & ミケランジェロ展〜上野で今、見たい!白鳳文化とルネサンスの至宝〜                                           | 国立西洋美術館 東京芸術大学大学美術館                                                               |
| 11月1日        | 東京国立博物館特別展「京都―洛中洛外図と障壁画の美」〜400年前の京都にタイムスリップ!? 洛中洛外図屏風から読み解く今日の賑わい〜 | 東京国立博物館                                                                                      |
| 11月15日       | 品川・原美術館「レンブラントの部屋、再び」 〜森村泰昌が演じて読み解く、17世紀巨匠の芸術と生涯〜                               | 原美術館 品川神社                                                                                   |
| 11月29日       | 東京都美術館「ターナー展」〜イギリスの虹と光 風景画の巨匠を大回顧〜                                                           | 東京都美術館 上野東照宮                                                                             |
| 12月6日        | 諏訪・北澤美術館 アール・ヌーヴォーの巨匠ガレ展〜湖畔で世界屈指のガラス工芸と東山魁夷の名画を〜                               | 北澤美術館                                                                                          |
| 12月20日       | クリスマス直前、冬の六本木でアートめぐり! 〜大人気「スヌーピー展」 & サントリー美術館で国宝飛天と縁結び!〜                    | 六本木ヒルズ森アーツセンターギャラリー サントリー美術館                                             |
| 12月27日       | お江戸の名所・浅草寺と年忘れ大回顧! 〜浅草寺の穴場スポットと、メンバーが選ぶ2013年ベスト5〜                                   | 浅草寺 浅草ビューホテル                                                                             |

| 初放送日       | サブタイトル | 訪れた施設 |
| -------------- | --- | --- |
| 2014年 1月10日 | 世界遺産から西洋の名画まで!日本のアート名所めぐり 〜京都・比叡山延暦寺、写実の殿堂・ホキ美術館、笠間日動美術館〜                    | 比叡山延暦寺 ホキ美術館 笠間日動美術館 回廊ギャラリー 門                                                                     |
| 1月17日        | 横浜美術館「生誕140年記念 下村観山展」 〜近代日本画の礎を築いた“岡倉天心の三羽烏”〜                                                 | 横浜美術館 |
| 1月31日        | 江戸東京博物館 大浮世絵展 〜歌麿、写楽、北斎、広重…オールスター揃い踏み!〜                                                          | 江戸東京博物館 割烹 吉葉 |
| 2月7日         | 東京都美術館「世紀の日本画」展 〜狩野芳崖・横山大観・速水御舟…巨匠たち、夢の競演!〜                                                 | 東京都美術館 東京芸術大学 |
| 2月21日        | 森アーツセンターギャラリー「ラファエル前派展」 〜英国ヴィクトリア朝絵画の最高傑作“オフィーリア”来たる!〜                            | 六本木ヒルズ森アーツセンターギャラリー                                                                                       |
| 2月28日        | 森美術館「アンディ・ウォーホル展」 〜ミスター・ポップアート 史上最大の大回顧展〜                                                    | 森美術館 |
| 3月7日         | 冬の京都へ!特別公開と穴場をめぐる大人旅 〜東寺の曼荼羅と俵屋宗達の名画〜                                                            | 東寺 千本釈迦堂 大報恩寺 建仁寺 建仁寺塔頭 両足院 養源院 清水三年坂美術館 東寺餅 豆寅 七味家本舗                             |
| 3月14日        | 練馬区立美術館「野口哲哉の武者分類図鑑」 〜世界が注目!不思議で愉快な侍ワールド〜                                                    | 練馬区立美術館 石神井公園 |
| 3月21日        | ブリヂストン美術館「画家の目、彫刻家の手」 〜印象派・モネからロダンまで 名画と彫刻の傑作コラボ〜                                    | ブリヂストン美術館 警察博物館                                                                                                |
| 3月28日        | 国立新美術館「イメージの力」展 〜ピカソやモディリアーニの心を揺さぶった民族の造形〜                                                 | 国立新美術館 こどもの城 |
| 4月4日         | 横浜美術館「魅惑のニッポン木版画展」 〜浮世絵から川瀬巴水、棟方志功、現代アートまで!〜                                              | 横浜美術館 横浜赤レンガ倉庫                                                                                                  |
| 4月11日        | ホキ美術館「新 私の代表作展」 〜世界に誇る日本の写実絵画、最前線!〜                                                                 | ホキ美術館 |
| 4月18日        | 東京国立博物館「栄西と建仁寺」展 〜国宝・俵屋宗達「風神雷神図屏風」若冲、蕭白の名品〜                                               | 東京国立博物館 |
| 4月25日        | 平塚市美術館「石田徹也展―ノート、夢のしるし」 〜現代社会を描いた夭折の画家、その不思議世界〜                                        | 平塚市美術館 旧横浜ゴム平塚製造所記念館                                                                                      |
| 5月2日         | 根津美術館・岡本太郎記念館 〜南青山アート名所めぐり!国宝・燕子花図屏風とTAROのアトリエ〜                                            | 根津美術館 岡本太郎記念館 |
| 5月23日        | 森アーツセンターギャラリー「こども展」 〜ルノワール、モネ、ピカソ…かわいい名画が大集合!〜                                           | 六本木ヒルズ森アーツセンターギャラリー GREEN ASIA 魚や 六蔵 エッグセレント グランドハイアット東京 フレンチキッチン           |
| 5月30日        | 東京都美術館「バルテュス展」 〜20世紀最後の巨匠、少女の先に見出した完璧な“美”〜                                                     | 東京都美術館 寛永寺 清水観音堂                                                                                               |
| 6月13日        | 箱根・岡田美術館 世紀の大発見! 歌麿「深川の雪」 〜幻の名作から若冲・応挙、中国の陶磁器まで〜                                        | 岡田美術館 箱根小涌園ユネッサン                                                                                              |
| 6月20日        | 初夏の世田谷アートスポットめぐり～宮本三郎記念美術館と清川泰次記念ギャラリー～                                                      | 宮本三郎記念美術館 清川泰次記念ギャラリー                                                                                    |
| 6月27日        | 東京都写真美術館「世界報道写真展」～紛争から野生動物まで、世界の知られざる真実～                                                    | 東京都写真美術館 |
| 7月18日        | 出光美術館「鉄斎 TESSAI」展～仙人に憧れた男・富岡鉄斎 心に響く山水の世界～                                                          | 出光美術館 帝国劇場 |
| 7月25日        | ボストン美術館 華麗なるジャポニスム展～印象派と浮世絵の競演！モネ「ラ・ジャポネーズ」から「睡蓮」まで～                             | 世田谷美術館 二子玉川公園「帰真園」                                                                                          |
| 8月1日         | 三菱一号館美術館「ヴァロットン展」～不安感・胸騒ぎ・クールなエロスの絵画世界～                                                      | 三菱一号館美術館 日比谷図書文化館                                                                                            |
| 8月15日        | 国立科学博物館「太古の哺乳類展」・国立西洋美術館「橋本コレクション 指輪」展～上野で夏休みを楽しむ 大人気の2本立て！～               | 国立西洋美術館 国立科学博物館                                                                                                |
| 8月29日        | 国立新美術館「オルセー美術館展 印象派の誕生」～モネ・ルノワール・ミレー 至高の名画と、マネの“世界一有名な少年”～                    | 国立新美術館 |
| 8月30日        | ぶらぶら美術・博物館スペシャル夏の京都へ！ 世界遺産・国宝をめぐる極上旅直前！見どころ紹介！                                         | |
| 9月5日         | 夏の京都へ！世界遺産・国宝をめぐる極上旅～小堀遠州の庭から光源氏ゆかりの仏像、若冲・金閣寺の障壁画まで～                            | 天龍寺 清凉寺 南禅寺 金地院 河井寬次郎記念館 承天閣美術館 大雲院 祇園閣 嵯峨乃 あぶり餅 総本家 大文字屋 老松 嵐山店 割烹竹島 |
| 9月12日        | 「だまし絵Ⅱ 進化するだまし絵」展～時を越える視覚の迷宮へ アルチンボルド、エッシャー…アートを体感！～                                | Bunkamuraザ・ミュージアム Bunkamura ドゥ マゴ パリ                                                                           |
| 9月26日        | 現代アートの国際展 ヨコハマトリエンナーレ2014～芸術監督・森村泰昌と巡る最新アートの世界！～                                         | 横浜トリエンナーレ |
| 10月10日       | 那須高原 藤城清治美術館～90歳の影絵作家 奇跡の偉業～                                                                                | 藤城清治美術館那須高原 那須温泉神社                                                                                          |
| 10月17日       | 宇都宮美術館「佐伯祐三展」～夭逝の天才画家、パリに燃え尽きた生涯～                                                                  | 宇都宮美術館 大谷寺 |
| 10月31日       | 建物の博物館・江戸東京たてもの園～三井家の邸宅、二・二六事件の現場からジブリ映画の秘密まで！～                                      | 江戸東京たてもの園 |
| 11月7日        | 東京国立博物館「日本国宝展」～すべてが国宝！歴史を彩ったお宝、大集合！～                                                            | 東京国立博物館 旧東京音楽学校奏楽堂                                                                                          |
| 11月14日       | 東京都美術館「ウフィツィ美術館展」～ボッティチェリの名作、ルネサンスの至宝大集合！～                                                | 東京都美術館 上野東照宮 |
| 11月28日       | スイスアルプスの奇才「フェルディナント・ホドラー展」～生命の「リズム」を描く 不思議世界～                                           | 国立西洋美術館 2k540 AKI-OKA ARTISA 桐屋田中2k540店 2mOa                                                                     |
| 12月5日        | 信州・歴史とアートの極上旅～国宝・松本城から善光寺如来、近世の正倉院まで！～                                                        | 松本城 松本市時計博物館 松本市美術館 善光寺 信州須坂 田中本家博物館 そば処 まつした 丸八たきや                               |
| 12月12日       | パナソニック汐留ミュージアム 「デ・キリコ」展～ピカソもダリも驚いた！謎多き“形而上絵画”の真実～                                     | パナソニック 汐留ミュージアム カレッタ汐留                                                                                   |
| 12月19日       | 新名所・虎ノ門ヒルズでアート散策と、年忘れ大回顧！～巨大パブリックアートと、メンバーが選ぶ今年のベスト5！！～                       | 東京 芝 とうふ屋うかい 虎ノ門ヒルズ 東京タワー                                                                               |
| 2015年 1月9日  | 三井記念美術館「雪と月と花」展～円山応挙の傑作「国宝 雪松図屏風」の秘密～                                                           | 三井記念美術館 三井住友信託銀行                                                                                              |
| 1月16日        | 横浜美術館「ホイッスラー展」～ジャポニスムと唯美主義の巨匠 孤高の世界～                                                             | 横浜美術館 Orbi Yokohama |
| 1月30日        | 最先端技術とアート 日本科学未来館～宇宙、ロボット…そして、世界が注目するチームラボの近未来アート！～                                | 日本科学未来館 |
| 2月6日         | 東京国立博物館で仏像スペシャル！～国宝「みちのくの仏像」から法隆寺の宝物、ガンダーラの石仏まで～                                    | 東京国立博物館 |
| 2月13日        | サントリー美術館「仁阿弥道八展」～古美術鑑定家・中島誠之助さんとめぐる、天才陶工・仁阿弥の世界！～                                  | サントリー美術館 茅乃舎 東京ミッドタウン店                                                                                   |
| 2月27日        | 東京都美術館「新印象派展」～スーラ・シニャックが生んだ点描画 美しさの秘密～                                                         | 東京都美術館 |
| 3月6日         | ぶらぶら美術・博物館スペシャル 京都へ！琳派400年と国宝をめぐる極上旅～醍醐寺・天下人の庭園と等伯の巨大涅槃図～                      | 将軍塚青龍殿 京都国立博物館 本法寺 醍醐寺 角屋もてなしの文化美術館 田辺宗 旬彩ダイニング葵匠                                 |
| 3月13日        | 春到来！華麗なる花鳥画の世界を味わう、美術館めぐり～山種美術館「花と鳥の万華鏡」展と、中目黒・郷さくら美術館～                      | 山種美術館 郷さくら美術館 |
| 3月20日        | 北陸新幹線開業記念！最もホットなアートスポット・金沢へ！～クラシックとモダンがコラボする古都の旅～                                  | 金沢21世紀美術館 石川県立美術館 箔座本店 金沢料理旅館 山乃尾 ひがし茶屋街 ひがしやま 久連波 兼六園                           |
| 4月3日         | 国立西洋美術館「グエルチーノ展」～イタリア・バロック最大の巨匠、圧巻の作品世界に迫る！～                                            | 国立西洋美術館 上野東照宮 お化け灯籠                                                                                         |
| 4月17日        | ぶらぶら美術・博物館スペシャル 京都・姫路 世界遺産をめぐる二都物語～よみがえった姫路城と平等院鳳凰堂～                              | 姫路城 姫路城西御屋敷跡庭園 好古園 平等院 福寿園宇治茶工房 伏見稲荷大社 御寺 泉涌寺                                          |
| 4月24日        | 国立新美術館「ルーヴル美術館展」～初来日！フェルメールの傑作「天文学者」からベルサイユの裏ドラマまで～                              | 国立新美術館 KRISTAL＆GLAM luxury art galley                                                                                 |
| 5月1日         | 東京藝術大学大学美術館「ダブル・インパクト」展～アート界に黒船！明治ニッポン美術、激動と創造～                                      | 東京藝術大学大学美術館 東京藝術大学大学院美術研究科 文化財保存学・保存修復彫刻研究室                                         |
| 5月8日         | 柳宗悦の美学 日本民藝館～生活にとけこむ 珠玉の「かわいい」工芸の世界～                                                              | 日本民藝館 駒場野公園 |
| 5月22日        | 東京国立博物館 特別展「鳥獣戯画」～日本一有名な絵巻と、京都・高山寺ゆかりの至宝～                                                   | 東京国立博物館 |
| 5月29日        | 東郷青児記念 損保ジャパン日本興亜美術館「ユトリロとヴァラドン」展～孤独な息子と奔放な母 2人の画家の生涯～                           | 東郷青児記念 損保ジャパン日本興亜美術館 中村屋サロン美術館                                                                   |
| 6月12日        | 初夏の鎌倉！歴史と名画を味わう旅～「縁切り寺」東慶寺と鏑木清方の美人画～                                                            | 松岡山 東慶寺 鎌倉市鏑木清方記念美術館                                                                                       |
| 6月26日        | 横浜三渓園 時を超える名建築と日本庭園～大観、観山を支えた富豪・原三渓の夢～                                                         | 三溪園 |
| 7月3日         | 東京ステーションギャラリー「鴨居玲展」～流浪の画家、生と死と魂を込めた“自画像”の世界～                                              | 東京ステーションギャラリー 丸の内ハウス（新丸ビル7階）                                                                       |
| 7月10日        | 根津美術館「江戸のダンディズム」展～江戸の伊達男を飾った刀剣の世界～                                                                | 根津美術館 伊勢半本店 紅ミュージアム                                                                                         |
| 7月17日        | ぶらぶら美術・博物館スペシャル 徳川家康没後400年！夏の尾張へ徳川巡礼旅～徳川美術館のお宝から国宝・犬山城、明治村で歴史的建築物を～  | 博物館明治村 旧磯部邸住宅 本町茶寮 犬山城 日本庭園 有楽苑 名古屋城 徳川美術館                                                |
| 7月24日        | 三菱一号館美術館「画鬼・暁斎-KYOSAI」展～激動の幕末期を駆け抜けた天才絵師の光と影～                                                 | 三菱一号館美術館 JPタワー学術文化総合ミュージアム インターメディアテク                                                       |
| 8月14日        | 横浜美術館 火薬の魔術師「蔡国強展」～芸術は爆発だ！現代アートのスターが挑む火薬ドローイング～                                       | 横浜美術館 |
| 8月21日        | 練馬区立美術館「舟越保武 彫刻展」～信仰と深い精神性から生まれた崇高な美～                                                           | 練馬区立美術館 |
| 9月4日         | 東京藝術大学大学美術館「うらめしや～、冥途のみやげ」展～圓朝 幻のコレクション！応挙・北斎・国芳らの幽霊画～                         | 東京藝術大学大学美術館 愛玉子                                                                                                |
| 9月18日        | ぶらぶら美術・博物館スペシャル 大人の修学旅行！京都の世界遺産・国宝めぐり～上賀茂・下鴨神社の式年遷宮から三千院、冥界スポットまで～ | 京都大原三千院 宝泉院 上賀茂神社 下鴨神社 六道珍皇寺 豊国神社 貴船温泉 水源の森 天山之湯                                     |
| 9月25日        | 三井記念美術館「蔵王権現と修験の秘宝」展～世界遺産・吉野山からやってきた神秘のお宝～                                                | 三井記念美術館 京菓匠 鶴屋𠮷信                                                                                               |
| 10月9日        | 東京国立博物館「アート オブ ブルガリ」展～イタリアの宝石と日本の匠の技、華麗なる美の競演！～                                        | 東京国立博物館 |
| 10月16日       | マルモッタン・モネ美術館所蔵「モネ展」～「印象、日の出」から「睡蓮」まで、歴史的名画が一挙来日！～                                  | 東京都美術館 朝倉彫塑館 |
| 10月30日       | 府中市美術館「マリー・ローランサン」展～儚く美しい少女たち、フランスの“元祖・カワイイ絵画”～                                        | 府中市美術館 府中の森公園 |
| 11月6日        | 国立西洋美術館「黄金伝説展」～古代地中海の秘宝！まばゆい歴史ロマンと美～                                                            | 国立西洋美術館 |
| 11月13日       | ぶらぶら美術・博物館スペシャル 琳派400年の京都旅！今だけお宝 勢ぞろい！～夢の共演！宗達・光琳・抱一の「風神雷神図屏風」～           | 京都国立博物館 京都国立近代美術館 細見美術館 高台寺 金戒光明寺 二条城                                                        |
| 11月20日       | 館林美術館で彫刻SP！「舟越桂」展・ポンポンの名作「シロクマ」～世界を魅了する不思議な木彫、スフィンクスの謎～                        | 群馬県立館林美術館 |
| 12月4日        | 三菱一号館美術館「プラド美術館展」～初来日のボスに天才・ゴヤまで、スペイン宮廷のお宝が集結～                                        | 三菱一号館美術館 東京国際フォーラム                                                                                          |
| 12月11日       | 東京国立博物館「始皇帝と大兵馬俑」～中国初の皇帝が追い求めた“永遠の世界”～                                                          | 東京国立博物館 |
| 12月18日       | 鎮守の杜・明治神宮と年忘れ大回顧！～日本一の初詣スポットとメンバーが選ぶ2015年のベスト5～                                           | 明治神宮 SALVATORE CUOMO 表参道ヒルズ                                                                                        |

| 初放送日      | サブタイトル | 訪れた施設 |
| ------------- | --- | --- |
| 2016年 1月8日 | 世界に一点！「肉筆浮世絵」展 ～北斎、歌麿、豊国…日本初公開の美人画～                                                                                    | 上野の森美術館 国立科学博物館 |
| 1月15日       | お宝探訪！銀座・京橋で画廊めぐり ～あの若冲、大観、応挙、“昭和の広重”が買える！？～                                                                     | 加島美術 渡邊木版美術画舗 |
| 1月22日       | サントリー美術館「水 神秘のかたち」展 ～国宝・龍神像に空海のドラゴンボールまで！？～                                                                    | サントリー美術館 21 21 DESIGN SIGHT |
| 2月12日       | ぶらぶら美術・博物館スペシャル 冬の京都旅・世界遺産で仏像めぐり！ ～特別公開目白押し！東寺・仁和寺、貴重な美仏をたずねて～                              | 東寺 妙心寺 仁和寺 大将軍八神社 相国寺 養源院 龍谷ミュージアム                                                                               |
| 2月19日       | 東京都美術館「ボッティチェリ展」 ～ルネサンスの巨匠、珠玉の名画が一挙来日！～                                                                           | 東京都美術館 上野動物園 |
| 2月26日       | 「村上隆のスーパーフラット・コレクション」展 ～蕭白・一休・北大路魯山人…名品でひもとく天才の脳内世界！？～                                              | 横浜美術館 森美術館 |
| 3月4日        | 江戸東京博物館「レオナルド・ダ・ヴィンチ」展 ～日本初公開！円熟期の傑作と“万能の天才”の素顔～                                                           | 江戸東京博物館 |
| 3月11日       | 春に行きたい！横浜アートスポット ～山手の洋館と原鉄道模型博物館～                                                                                       | ベーリック・ホール エリスマン邸 えの木てい 原鉄道模型博物館                                                                                  |
| 3月18日       | 春の福岡へ！古代歴史ロマンの国宝・アート旅～ 宗像大社「神宿る島」のお宝に「金印」、梅香る太宰府天満宮まで～                                             | 福岡市博物館 宗像大社 太宰府天満宮 観世音寺 九州国立博物館 竈門神社 お石茶屋 オテルグレージュ プールサイドカフェ「ラ・ギャルリー」           |
| 4月8日        | 国立西洋美術館「カラヴァッジョ展」 ～絵画を変えた天才の光と影～                                                                                         | 国立西洋美術館 びわ湖長浜 KANNON HOUSE |
| 4月15日       | 7年目突入記念スペシャル！ ～もう一度見たい名画・名作・名場面！！～                                                                                      | 目黒雅叙園 |
| 4月22日       | ボストン美術館所蔵「俺たちの国芳 わたしの国貞」展 ～幕末・江戸を彩った浮世絵の天才、夢の競演！！～                                                      | Bunkamura ザ・ミュージアム 渋谷 なだ万茶寮                                                                                                   |
| 4月29日       | 「恐竜博2016」と「黄金のアフガニスタン」展 ～ＧWに！上野で見逃せない展覧会2本立て！～                                                                   | 国立科学博物館 東京国立博物館 |
| 5月20日       | ことし一番の話題！「生誕300年記念 若冲展」 ～宮内庁三の丸尚蔵館所蔵の傑作「動植綵絵」から幻の大作まで～                                                 | 東京都美術館 |
| 5月27日       | 六本木アートめぐり！世界遺産「ポンペイの壁画展」とスヌーピーミュージアム ～古代ローマの都市が蘇る壁画、日本初上陸！～                                   | 森アーツセンターギャラリー スヌーピーミュージアム                                                                                            |
| 6月24日       | 東京都庭園美術館「メディチ家の至宝」展 ～アール・デコ空間で楽しむジュエリーとヨーロッパ名家の歴史！～                                                   | 東京都庭園美術館 |
| 7月1日        | パリから来日！20世紀の名画「ポンピドゥー・センター傑作展」 ～巨匠・ピカソ、シャガール、マティスらの傑作を、斬新な展示空間で！～                         | 東京都美術館 SCAI THE BATHHOUSE |
| 7月15日       | 国宝・迎賓館赤坂離宮と重文・聖徳記念絵画館 ～世界最後の宮殿、絢爛豪華な美の世界！～                                                                     | 迎賓館赤坂離宮 聖徳記念絵画館 |
| 7月22日       | 夏の横浜アートめぐり「メアリー・カサット展」と、祝！重文「氷川丸」 ～印象派の女性画家 名作！カワイイ「母子像」～                                        | 横浜美術館 氷川丸 |
| 8月5日        | ぶらぶら美術・博物館スペシャル 夏の京都 世界遺産・国宝と名庭めぐり！ ～西本願寺・大徳寺の国宝、今しか見られない狩野永徳の障壁画～                       | 京都鉄道博物館 西本願寺 大徳寺聚光院 瑞峯院 龍源院 京菓匠 笹屋伊織 さらさ西陣                                                                |
| 8月12日       | 江戸東京博物館「大妖怪展」 ～白隠、北斎から土偶まで！国宝・重文で読み解く、妖怪画の謎～                                                                 | 江戸東京博物館 回向院 |
| 8月26日       | 国立新美術館「ヴェネツィア・ルネサンスの巨匠たち」 ～巨大祭壇画「受胎告知」初来日！色彩豊かなヴェネツィア派の魅力～                                     | 国立新美術館 21 21 DESIGN SIGHT |
| 9月9日        | 気になる！築地本願寺と出光美術館 「陶磁の至宝」展 ～名品勢揃い！景徳鎮から仁清・乾山・柿右衛門・織部～                                                  | 出光美術館 築地本願寺 |
| 9月23日       | 森美術館「宇宙と芸術展」 ～六本木ヒルズで宇宙旅行！曼荼羅、ダ・ヴィンチ、流星刀！～                                                                     | 森美術館 TORAYA CAFÉ 六本木ヒルズ店 |
| 10月21日      | 三井記念美術館「松島 瑞巌寺と伊達政宗」展 ～みちのくの秘仏と独眼竜政宗の素顔～                                                                          | 三井記念美術館 福徳神社 |
| 10月28日      | 国立新美術館「ダリ展」 ～20世紀の奇才ダリ、大回顧！意外な素顔と魅力～                                                                                   | 国立新美術館 FUJIFILM SQUARE 写真歴史博物館                                                                                                  |
| 11月4日       | 東京国立博物館「禅～心をかたちに」 ～雪舟・一休・白隠・等伯 禅のお宝大集結！～                                                                          | 東京国立博物館 |
| 11月11日      | ぶらぶら美術・博物館スペシャル 大人の修学旅行！秋の京都・奈良 ～今だけ！銀閣寺・特別公開に春日大社の式年造替～                                          | 銀閣寺 春日大社 東大寺ミュージアム 京都国立博物館 明保野亭                                                                                   |
| 11月25日      | ヴェルサイユ宮殿企画監修「マリー・アントワネット展」 ～悲劇の王妃が愛した美術品でたどる波乱の生涯～                                                     | 森アーツセンターギャラリー |
| 12月2日       | ドイツ・ルネサンスの巨匠「クラーナハ展」 ～世界遺産で体感！500年の時空を超える“誘惑”とエロス～                                                          | 国立西洋美術館 |
| 12月9日       | 国立科学博物館「世界遺産 ラスコー展」 ～2万年の時を超える、洞窟壁画の最高傑作！～                                                                       | 国立科学博物館 |
| 12月23日      | 藤子・F・不二雄ミュージアムで年忘れ大回顧！ ～ドラえもん、オバQ、人気キャラ集結！メンバーが選ぶ今年のベスト5！～                                        | 川崎市藤子・F・不二雄ミュージアム |
| 2017年 1月6日 | ぶらぶら美術・博物館スペシャル 伊勢神宮で開運・初詣！ ～とっておきの方法で参拝！御神宝に伊勢グルメまで～                                                | 伊勢神宮 式年遷宮記念 せんぐう館 神宮徴古館 鈴木水産 外宮参道店 伊勢うどん 中むら 赤福本店 すし久 おかげ横丁 山口誓子俳句館/徳力富吉郎版画館 |
| 1月20日       | 江戸東京博物館「戦国時代展」 ～信長・謙信・信玄 戦国スターのお宝大集結！～                                                                              | 江戸東京博物館 |
| 2月3日        | パナソニック汐留ミュージアム「マティスとルオー展」 ～モロー門下のフランス近代絵画の巨匠たち、高め合った友情～                                           | パナソニック汐留ミュージアム 資生堂ギャラリー                                                                                                |
| 2月10日       | 静嘉堂文庫美術館 「超・日本刀入門」展 ～国宝「包永」から信長・秀吉の名刀まで！～                                                                        | 静嘉堂文庫美術館 |
| 2月17日       | ぶらぶら美術・博物館スペシャル 大政奉還150周年!京都・特別公開目白押しの冬旅! ～世界遺産・二条城から新選組ゆかりの名刹まで、国宝重文で辿る幕末の光と影～ | 元離宮二条城 壬生寺 幕末維新ミュージアム 霊山歴史館 聖護院 新選組 壬生屯所旧跡（八木家）                                                     |
| 3月3日        | 大阪城・特別公開!春の大阪アートめぐり ～大阪城の重文に民博のお宝、最新スポット・天空美術館～                                                            | 東京都美術館 国立民族学博物館 絹谷幸二 天空美術館                                                                                            |
| 3月17日       | 両国の新名所！すみだ北斎美術館 ～代表作で辿る幕末の天才絵師・葛飾北斎の生涯～                                                                           | すみだ北斎美術館 MERIKOTI 両国北斎通り本店                                                                                                   |
| 4月7日        | ぶらぶら美術･博物館スペシャル お江戸･下町 アートな名所めぐり! ～寅さんのふるさと･柴又!帝釈天に名庭、東京スカイツリーまで～                              | 帝釈天題経寺 山本亭 成田山東京別院深川不動堂 すみだ水族館 浅草飴細工アメシン 東京スカイツリータウン・ ソラマチ店                             |
| 4月21日       | イギリスが誇る博物の原点！「大英自然史博物館展」 ～1億4700万年前の始祖鳥から呪いの宝石まで？！～                                                        | 国立科学博物館 |
| 4月28日       | 世界を変えた傑作名画「バベルの塔」展 ～ブリューゲルと“奇想”のボス、精密で美しいネーデルラントの幻想世界！～                                             | 東京都美術館 国際子ども図書館 |
| 5月5日        | アール・ヌーヴォーの寵児「ミュシャ展」 ～晩年を捧げた幻の超大作「スラヴ叙事詩」奇跡の初来日！～                                                         | 国立新美術館 東京ミッドタウン |
| 5月19日       | 美の百科事典から傑作来日!「大エルミタージュ美術館展」 ～ティツィアーノからレンブラント、ルーベンス…巨匠たちが夢の共演!～                                | 森アーツセンターギャラリー ミュージアム カフェ＆レストラン ザ サン＆ザ ムーン                                                                |
| 6月9日        | ぶらぶら美術･博物館スペシャル 初夏の京都へ！国宝と新緑をめぐるアート旅 ～義経ゆかりの鞍馬寺、画家が作った名庭、極楽浄土のあじさい寺～                   | 三室戸寺 白沙村荘 橋本関雪美術館 京都国立近代美術館 鞍馬寺                                                                                   |
| 7月7日        | ぶらぶら美術･博物館スペシャル 北陸・古都をめぐる歴史ロマン旅！ ～金沢の名城、司馬遼太郎絶賛の苔寺、世界初公開の恐竜まで！～                             | 丸岡城 福井県立恐竜博物館 平泉寺白山神社 加賀藩御用御菓子司 森八本店 金沢菓子木型美術館 尾山神社 金沢城                                      |
| 7月14日       | ルネサンスの二大巨匠「レオナルド×ミケランジェロ展」 ～天才たちが夢の競演！時空を超えたライバル対決！～                                                  | 三菱一号館美術館 GOOD DESIGN STORE TOKYO by NOHARA                                                                                           |
| 7月21日       | 夏の広島！アートスポットめぐり ～海に浮かぶ世界遺産・嚴島神社と モネ・ゴッホ・ピカソ…巨匠たちの傑作ずらり！ひろしま美術館～                             | 嚴島神社 ひろしま美術館 |
| 7月28日       | 国立西洋美術館「アルチンボルド展」 ～精巧・不思議！"だまし絵"の傑作が奇跡の集結～                                                                       | 国立西洋美術館 上野桜木あたり 谷中ビアホール                                                                                                 |
| 8月25日       | 三井記念美術館「地獄絵ワンダーランド」 ～死んだらどうなる！？キテレツ・摩訶不思議な“地獄めぐり”～                                                       | 三井記念美術館 船橋屋 COREDO室町店 |
| 9月15日       | ぶらぶら美術･博物館スペシャル 世界遺産・日光へ！歴史ロマンとパワースポット旅 ～生まれ変わった東照宮・陽明門、国宝・障壁画に若返りの霊泉まで！～         | 日光東照宮 日光二荒山神社 日光山輪王寺 |
| 9月22日       | 東京都美術館「ボストン美術館の至宝展」 ～古代エジプト美術から江戸の名画に印象派…古今東西のお宝大集結！～                                                | 東京都美術館 上野精養軒 上野本店 |
| 10月6日       | 名画が買えちゃう？銀座・京橋で画廊めぐり第3弾！ ～若冲・ピカソ・ルノワールのお宝、一体おいくら！？～                                                    | 加島美術 ギャルリーためなが 翠波画廊 |
| 10月13日      | ことし一番の話題！東京国立博物館「運慶」展 ～日本の仏像を変えた！天才仏師の国宝大集合！～                                                               | 東京国立博物館 |
| 10月20日      | 東京ステーションギャラリー「シャガール 三次元の世界」 ～愛と色彩の画家の知られざる立体作品～                                                            | 東京ステーションギャラリー 大手町牧場 |
| 11月17日      | ぶらぶら美術・博物館スペシャル 秋の京都で国宝ざんまい！ ～風神雷神図屏風に雪舟…奇跡の「国宝展」と東山の名庭～                                           | 京都国立博物館 フォーエバー現代美術館 圓徳院 高台寺                                                                                          |
| 11月24日      | 英国の至宝が初来日!「怖い絵」展 ～名画に潜む“恐怖”を、ベストセラー著者・中野京子さん解説で！～                                                          | 上野の森美術館 廚 otona くろぎ |
| 12月8日       | 国立西洋美術館「北斎とジャポニスム展」 ～ドガにゴッホにセザンヌも！世界に衝撃を与えた天才・葛飾北斎～                                                   | 国立西洋美術館 |
| 12月22日      | 伊豆下田・上原美術館と、年忘れ！ぶらぶら大回顧 ～平安・鎌倉から近現代の仏教美術と、メンバーが選ぶ2017年のベスト5～                                      | 上原美術館 里山の別邸 下田セントラルホテル                                                                                                   |

| 初放送日       | サブタイトル | 訪れた施設 |
| -------------- | --- | --- |
| 2018年 1月12日 | ぶらぶら美術・博物館スペシャル にっぽんの城 大特集! in 小田原城 ～国宝!姫路城･松本城､名古屋城､京都･二条城の最新映像まで～             | 小田原城 |
| 2月2日         | 大航海時代の好奇心と情熱「ルドルフ2世の驚異の世界展」 ～宇宙・自然・芸術…森羅万象を愛した神聖ローマ帝国皇帝～                         | Bunkamura ザ・ミュージアム |
| 2月9日         | 東京国立博物館「仁和寺と御室派のみほとけ」 ～国宝・重文ざんまい！全国の秘仏に空海の書まで大公開！～                                   | 東京国立博物館 |
| 2月16日        | 日本民藝館｢棟方志功と柳宗悦展｣ ～“世界のムナカタ”と“民藝運動の父”、知られざる師弟関係～                                               | 日本民藝館 |
| 2月23日        | 東京都美術館「ブリューゲル展」 ～｢バベルの塔｣だけじゃない!150年続いた画家一族 栄華の秘密!～                                           | 東京都美術館 |
| 3月2日         | 歴史と美の聖地めぐり！厳選おすすめスポット特集 ～パワースポット・平泉寺白山神社と歴史的建造物の宝庫・博物館明治村～                   | 平泉寺白山神社 博物館明治村                                                                                                   |
| 3月9日         | “画家の中の画家”ベラスケス一挙来日！「プラド美術館展」 ～ルーベンス、ティツィアーノ･･･王室が誇るスペイン絵画黄金期の名画たち～        | 国立西洋美術館 |
| 3月16日        | ぶらぶら美術・博物館スペシャル 春の京都！桜の名所と名建築を巡る旅 ～国宝・石清水八幡宮と大山崎山荘美術館のモネ「睡蓮」～              | 大山崎山荘美術館 石清水八幡宮 聴竹居                                                                                          |
| 4月3日         | 明治・昭和にタイムスリップ！丸の内 名建築めぐり ～重文！明治生命館と三菱一号館美術館「ルドン」展～                                    | 三菱一号館美術館 明治150年記念 幕末から明治を辿る歴史巡りツアー 明治生命館                                                    |
| 4月10日        | 春！新緑と花の東京おとな散歩 ～古刹・深大寺の国宝仏と、神代植物公園で世界のびっくり植物～                                             | 深大寺 神代植物公園 深大寺鈴や                                                                                                |
| 4月17日        | 世界的収集家の慧眼！｢至上の印象派展 ビュールレ･コレクション｣ ～ルノワール､モネ､ゴッホ､ピカソ…誰もが知る傑作が勢揃い！～               | 国立新美術館 |
| 5月1日         | 横浜美術館「ヌード NUDE」展 ～ヌードは挑戦だ！ロダン「接吻」はじめ、名作が大集結！～                                                  | 横浜美術館 Orbi Yokohama |
| 5月8日         | 東京国立博物館「名作誕生」 ～日本美術の家系図！雪舟・等伯・若冲の傑作誕生の秘密に迫る～                                               | 東京国立博物館 |
| 5月15日        | 東京国立近代美術館「横山大観展」 ～《生々流転》《山路》《夜桜》代表作が大集合！～                                                     | 東京国立近代美術館 |
| 5月29日        | 東京都庭園美術館「フランス絵本の世界」展 ～「レ・ミゼラブル」から「ぞうのババール」まで、アニメにも影響を与えた絵本の世界～           | 東京都庭園美術館 |
| 6月5日         | 日本画壇に挑み続けた画家・川端龍子「ベストセレクション」展 ～大観も認めた“異端児”の豪快！巨大！な傑作が続々！～                       | 大田区立龍子記念館 龍子公園 浅草寺                                                                                            |
| 6月12日        | 初夏に行きたい！東北アートツアー1 ～伊達政宗の霊廟・瑞鳳殿と国宝だらけの東大寺展～                                                    | 瑞鳳殿 東北歴史博物館 |
| 6月19日        | 初夏に行きたい！東北アートツアー2 ～日本三景・松島で伊達家ゆかりの寺院めぐり～                                                        | 瑞巌寺 円通院 丸文松島汽船株式会社 松島湾周遊コース                                                                           |
| 7月3日         | 国立新美術館「ルーヴル美術館展」 ～ルーヴルの“顔”一挙来日！教科書で見た、あの偉人たちと出会う！！～                                   | 国立新美術館 六本木テラス フィリップ・ミル                                                                                    |
| 7月10日        | 江戸風鈴と盆栽！春花園BONSAI美術館 ～世界が注目！お江戸の伝統工芸ツアー～                                                             | 春花園BONSAI美術館 篠原風鈴本舗                                                                                               |
| 7月17日        | 上野の森美術館「ミラクル エッシャー展」 ～“視覚の魔術師”が仕掛ける「だまし絵」の幻想世界！～                                          | 上野の森美術館 上野動物園 |
| 7月31日        | 超話題！森美術館「建築の日本展」 ～建築大国ニッポン！千利休の国宝茶室に世界の丹下まで～                                               | 森美術館 蟻鱒鳶ル |
| 8月7日         | 縄文ブーム到来！東京国立博物館「縄文」展 ～火焔型土器・縄文の女神…「縄文の国宝」集結！～                                              | 東京国立博物館 |
| 8月14日        | 国立西洋美術館「ミケランジェロと理想の身体」 ～“神”と称された天才！謎多き傑作と古代ギリシャ・ローマの名作～                           | 国立西洋美術館 |
| 8月21日        | サントリー美術館「琉球美の宝庫」展 ～王冠・絵画・超絶技巧の工芸…国宝で知る沖縄の歴史と美～                                            | サントリー美術館 |
| 9月4日         | 東京都美術館 没後50年「藤田嗣治展」 ～世界的画家“レオナール・フジタ”波乱の人生と知られざる画業の全貌～                                | 東京都美術館 |
| 9月11日        | 横浜美術館「モネ それからの100年」展 ～印象派の“光の画家”が現代作家に遺したもの～                                                     | 横浜美術館 柳原良平アートミュージアム                                                                                         |
| 9月18日        | 世界が注目！建築倉庫ミュージアム ～有名建築家の夢、未来に受け継がれる模型たち～                                                       | 建築倉庫ミュージアム PIGMENT                                                                                                  |
| 10月2日        | 秋の海辺・葉山でアート旅！山口蓬春記念館 ～皇室のお宝巡りと名画・庭園も楽しめる邸宅ミュージアム～                                     | 山口蓬春記念館 神奈川県立近代美術館葉山 葉山しおさい公園                                                                      |
| 10月9日        | てっぱくリニューアル！鉄道博物館 ～日本鉄道史150年！懐かしの寝台特急から最新シミュレータまで～                                        | 鉄道博物館 |
| 10月16日       | 踊る仏像展！三井記念美術館「仏像の姿」 ～イケメン不動明王から踊る菩薩まで～                                                           | 三井記念美術館 日本橋髙島屋                                                                                                   |
| 10月30日       | 「ピエール・ボナール展」と六本木の知られざる名建築・庭園 ～パリ・オルセー美術館で大人気！浮世絵を愛したボナールの色彩～               | 国立新美術館 国際文化会館 |
| 11月6日        | アートの秋！トーハクで名作ざんまい豪華2本立て！ ～快慶の傑作仏！「大報恩寺」展と芸術を揺るがした「マルセル・デュシャン」～            | 東京国立博物館 |
| 11月13日       | 絶対見たい！上野の森美術館「フェルメール展」 ～全35作中9作が世界から集結！傑作「牛乳を注ぐ女」も来日～                                | 上野の森美術館 |
| 11月20日       | 晩秋の山形アート旅！名画の殿堂・山形美術館 ～モネ・ピカソ・シャガール 珠玉のコレクション～                                            | 山形美術館 国指定史跡山形城跡 霞城公園 山形市郷土館(旧済生館本館)                                                             |
| 12月4日        | “王の画家にして、画家の王”「ルーベンス」展 ～バロックの巨匠のドラマティック名画と明治時代の音楽ホール・奏楽堂～                       | 国立西洋美術館 旧東京音楽学校奏楽堂                                                                                           |
| 12月11日       | あの「叫び」が初来日！「ムンク展」 ～トラウマ・葛藤を描いたノルウェーの奇才・ムンクの世界～                                           | 東京都美術館 |
| 12月18日       | 年末恒例！ぶらぶら大回顧とクリスマスのイルミネーション ～2018年のベスト5と照明デザイナー・石井幹子の光の世界～                        | よみうりランド ホテルモリノ新百合ヶ丘 ラウンジステアーズ                                                                      |
| 2019年 1月8日  | 感じる！読み解く！ロシア美術「ロマンティック・ロシア」展 ～ロシアの“モナ・リザ”《忘れえぬ女》謎多き名画が来日！～                     | Bunkamura ザ・ミュージアム ドゥ マゴ パリ                                                                                     |
| 1月15日        | 国立科学博物館「日本を変えた千の技術博」 ～よみがえった旧博物館動物園駅と現代日本のルーツをたどる大発明！～                           | 旧博物館動物園駅 国立科学博物館                                                                                               |
| 1月29日        | 丸の内の名建築と「フィリップス・コレクション展」 ～リニューアルした東京會舘と全員巨匠！西洋名画が大集合～                             | 三菱一号館美術館 東京會舘 |
| 2月12日        | 森アーツセンターギャラリー「新・北斎展」 ～新発見・再発見が続々！新たな葛飾北斎像に迫る！～                                           | 森アーツセンターギャラリー 東京ミッドタウン                                                                                   |
| 2月19日        | 江戸東京博物館「春を寿ぐ 徳川将軍家のみやび」展 ～家康・吉宗・篤姫・和宮…栄華を語る超絶技巧の逸品～                                   | 江戸東京博物館 勝運すずしろ庵 両国江戸NOREN店                                                                                 |
| 2月26日        | 渋谷で春のアート散歩！ほっこり日本画と縄文の古代ロマン ～山種美術館「奥村土牛展」と國學院大學博物館・考古コレクション～               | 山種美術館 國學院大學博物館                                                                                                   |
| 3月5日         | 放送300回記念！京都で国宝2時間スペシャル ～梅が見頃の北野天満宮、圧巻！三十三間堂の千手観音、特別公開の大徳寺まで～                   | 北野天満宮 蓮華王院 三十三間堂 大徳寺 泉仙 大慈院店                                                                           |
| 3月12日        | 春の皇居散策・三の丸尚蔵館で両陛下の肖像画初公開 ～御即位30年･御成婚60年記念特別展と「天皇陛下の御研究」展～                          | 宮内庁 三の丸尚蔵館 皇居外苑 国立科学博物館                                                                                   |
| 3月19日        | 今年の注目度No.1！「奇想の系譜展」 ～若冲・蕭白・国芳…江戸の個性派・奇想天外な名画大集合！～                                          | 東京都美術館 |
| 4月2日         | 府中市美術館「へそまがり日本美術 禅画からヘタウマまで」 ～ゆるい！ヘンテコ！大集合！白隠・仙厓から徳川家光の問題作まで！～            | 府中市美術館 大國魂神社 |
| 4月9日         | 小田原に誕生！すべてが絵になるアートスポット・江之浦測候所 ～現代の数寄者・杉本博司が作り上げた海辺のワンダーランド～                 | 江之浦測候所 |
| 4月16日        | 箱根・ポーラ美術館×ひろしま美術館「印象派、記憶への旅」展 ～日本の二大印象派コレクション！最新科学調査で名画を読み解く！～            | ポーラ美術館 |
| 4月23日        | ゴールデンウィークに！厳選お出かけスポット特集 ～迫力の重機を体感「工事中！」と、大人気！恐竜博物館、横浜洋館めぐりに“てっぱく”まで～ | 日本科学未来館 福井県立恐竜博物館 ベーリック・ホール エリスマン邸 えの木てい 鉄道博物館                                       |
| 5月7日         | 三菱一号館美術館「ラファエル前派の軌跡」展 ～ヴィクトリア朝のアート革命！時を超える美しき英国芸術～                                   | 三菱一号館美術館 |
| 5月14日        | 東京国立博物館「国宝 東寺」展 ～今しか見られない！空海の密教ワールド・立体曼荼羅が出現！～                                            | 東京国立博物館 |
| 5月28日        | 銀座の名建築とギュスターヴ・モローの幻想絵画 ～レトロビルでお宝探し＆ルオーの原点が見える！師・モローの名画～                         | パナソニック汐留美術館 巷房 銀座中央ギャラリー ユーロボックス                                                                 |
| 6月4日         | 三井記念美術館「円覚寺の至宝」展 ～国宝！重文！美しい仏像！“寺外不出”のお宝が鎌倉からやって来た！～                                   | 三井記念美術館 日本橋とやま館 離島キッチン 日本橋店                                                                           |
| 6月11日        | 六本木・国立新美術館「ウィーン・モダン展」 ～クリムトの傑作来日！世紀末・ウィーン芸術の軌跡と輝き～                                   | 国立新美術館 |
| 6月18日        | 東京都美術館「クリムト展 ウィーンと日本1900」 ～世紀末ウィーンの巨匠が描く退廃と究極の黄金美！～                                      | 東京都美術館 |
| 7月2日         | 写実絵画の殿堂！ホキ美術館 ～「スペインの現代写実絵画」を日本の写実画家が解説！～                                                     | ホキ美術館 |
| 7月9日         | 夏休みに行きたい！東京湾岸で生き物スペシャル ～葛西臨海水族園と「マンモス展」ロシアの重文・マンモス標本が来日！～                     | 日本科学未来館 葛西臨海水族園                                                                                                 |
| 7月23日        | 国立西洋美術館「松方コレクション展」 ～ゴッホ、モネ、ルノワール…歴史に翻弄された奇跡の名画が大集結！～                                | 国立西洋美術館 |
| 7月30日        | 東京ステーションギャラリー「メスキータ」展 ～そのセンスに再評価が高まる！エッシャーが敬愛し守り抜いた木版画家～                       | 東京ステーションギャラリー 刷毛じょうゆ 海苔弁 山登り えさきのおべんとう 鳴門金時本舗 栗尾商店 The MAPLE MANIA Fairycake Fair |
| 8月6日         | 大人気！六本木で現代アーティスト2人の回顧展めぐり ～ボルタンスキーと塩田千春、それぞれの“記憶”と“存在”のかたち～                      | 森美術館 国立新美術館 |
| 8月13日        | 時代を超えて広がる魅力！「みんなのミュシャ」展 ～ミュシャ代表作×ロック、文学、マンガ…世界中のミュシャフォロワーと夢コラボ！～         | Bunkamura ザ・ミュージアム THE ALLEY 渋谷店                                                                                   |
| 8月27日        | 大人気！東京国立博物館「三国志」展 〜リアル三国志！魏蜀呉のお国柄と、曹操の墓から知る真実〜                                           | 東京国立博物館 新鶯亭 |
| 9月3日         | 藝大美術館「円山応挙」と東博「奈良大和四寺のみほとけ」展 ～上野で楽しむ“京都の名画”と“奈良の国宝仏像”～                               | 東京藝術大学大学美術館 東京国立博物館                                                                                         |
| 9月10日        | 高畑勲展 「ハイジ」から「火垂るの墓」まで ～ジブリアニメのルーツに迫る…宮崎駿との秘話～                                               | 東京国立近代美術館 |
| 9月24日        | 東京ステーションギャラリー 没後９０年「岸田劉生展」 〜「麗子像」だけじゃない！孤高の洋画家、知られざる画業と生涯〜                    | 東京ステーションギャラリー 丸の内ラグビー神社                                                                                 |
| 10月1日        | この秋の大注目！「コートールド美術館展」 ～印象派巨匠の名画が勢揃い！マネ最晩年の傑作２０年ぶりの来日！～                             | 東京都美術館 上野恩賜公園 芸術の散歩道                                                                                        |
| 10月8日        | 江戸東京博物館「士 サムライ」展 ～大岡越前、遠山の金さん…江戸時代にタイムスリップ！～                                                 | 江戸東京博物館 |
| 10月15日       | 秋の横浜で名画ざんまい！「オランジュリー美術館コレクション」 ～ルノワール・ピカソ・モディリアーニ…フランス・パリから傑作来日！～      | 横浜美術館 横浜みなとみらいホール                                                                                             |
| 10月29日       | 国立新美術館「カルティエ、時の結晶」 ～絢爛豪華なジュエリー・時計…神秘的な展示空間で！～                                              | 国立新美術館 |
| 11月5日        | この秋注目！上野の森美術館「ゴッホ展」 〜代表作「糸杉」待望の再来日！ゴッホの名画誕生の物語〜                                         | 上野の森美術館 アフタヌーンティー・ティールーム アトレ上野                                                                    |
| 11月12日       | 明治の名建築！日本銀行本館と貨幣博物館 〜日本近代建築の父・辰野金吾の名作と、目からウロコのお金の歴史〜                               | 日本銀行本店 貨幣博物館 |
| 11月19日       | 晩秋のアート散歩！東博「文化財よ、永遠に」西美「ハプスブルク展」 〜時を超えてよみがえる仏像と華麗なる一族の至宝〜                     | 東京国立博物館 国立西洋美術館                                                                                                 |
| 12月3日        | 三菱一号館美術館「吉野石膏コレクション展」 〜ピカソ・ゴッホ・ルノワール…近代西洋絵画の傑作でたどる“名画の旅”〜                        | 三菱一号館美術館 |
| 12月10日       | 前代未聞！世界中の「ミイラ」と湯島天神めぐり 〜世界の死生観も見えてくる！神秘のミイラを科学調査〜                                     | 国立科学博物館 湯島天満宮 |
| 12月17日       | 年末恒例！10年目の「ぶらぶら大回顧」と東京カテドラル聖マリア大聖堂 〜クリスマス間近！荘厳な教会建築とホテル椿山荘東京の名庭さんぽ〜   | 東京カテドラル聖マリア大聖堂 ホテル椿山荘東京                                                                                 |

| 初放送日      | サブタイトル | 訪れた施設                                                                                |
| ------------- | --- | ----------------------------------------------------------------------------------------- |
| 2020年 1月7日 | ぶらぶら美術・博物館スペシャル 永久保存版！冬の京都旅 ～新オープンの福田美術館で日本画ざんまい、永観堂・東福寺・大覚寺・即成院で仏像めぐり～         | 大覚寺 福田美術館 豆腐料理 松ヶ枝 東福寺 即成院 永観堂 禅林寺                             |
| 1月14日       | 六本木・国立新美術館「ブダペスト」展 ～ルネサンス巨匠の名品と、知られざるハンガリー近代絵画の魅力～                                                  | 国立新美術館 クラブ ヘレンド ジャパン本店                                                 |
| 1月28日       | 冬の六本木アートツアー！「天空ノ鉄道物語」と「未来と芸術展」 ～日本一高い！？“天空駅”と最先端技術ｘ新世代の未来アート～                              | 森アーツセンターギャラリー＆スカイギャラリー 森美術館                                     |
| 2月4日        | 銀座の名建築と「モダンデザインが結ぶ暮らしの夢」展 ～家具・建築…「見たことのある！」名デザイン誕生秘話～                                             | パナソニック汐留美術館 教文館                                                             |
| 2月18日       | 誕生！アーティゾン美術館「開館記念展」 ～ブリヂストン美術館が生まれ変わって新名所に！おなじみの名画から初公開作品も！～                              | アーティゾン美術館                                                                        |
| 2月25日       | 空前絶後！東京国立博物館「出雲と大和」 ～出雲大社の巨大柱、国宝銅剣、伝説の刀「七支刀」…お宝で読み解く日本の源～                                     | 東京国立博物館                                                                            |
| 3月3日        | 東京都美術館「ハマスホイとデンマーク絵画」展 〜幸福の国が生んだ巨匠“北欧のフェルメール”その静謐な世界〜                                              | 東京都美術館 ニコライ バーグマン ノム                                                     |
| 3月10日       | 東京都庭園美術館「ルネ・ラリック展」 ～アール・デコの館で味わう、華麗なるモダン・ガラスの世界～                                                      | 東京都庭園美術館                                                                          |
| 3月17日       | スペイン随一のアートな都市「奇蹟の芸術都市バルセロナ」展 ～ガウディの家具から無名時代のピカソ、ミロ、ダリの初期作も！～                              | 東京ステーションギャラリー 丸の内オアゾ                                                   |
| 3月31日       | 世界初！奇跡の大規模展「ロンドン・ナショナル・ギャラリー展」前編 ～ルネサンスって何？！英国が誇る国宝級名作で西洋美術が丸わかり！～                  | 国立西洋美術館                                                                            |
| 4月7日        | 世界初！奇跡の大規模展「ロンドン・ナショナル・ギャラリー展」後編 ～古典から印象派の誕生へ、ゴッホ「ひまわり」日本初公開！～                          | 国立西洋美術館                                                                            |
| 4月14日       | 祝！10周年スペシャル 春の熱海アートツアー① ～パワースポット・來宮神社とMOA美術館 国宝「紅白梅図屏風」～                                              | MOA美術館 来宮神社                                                                        |
| 4月21日       | 祝！10周年スペシャル 春の熱海アートツアー② ～名建築！文豪の愛した起雲閣と隈研吾の海峯楼、10年間大回顧ベスト3！～                                     | 起雲閣 ATAMI 海峯楼                                                                       |
| 4月28日       | 東京国立博物館 特別展 「法隆寺 金堂壁画と百済観音」 ～謎多き国宝仏像、23年ぶりに東京へ！金堂の荘厳な美の世界～                                       | 東京国立博物館                                                                            |
| 5月26日       | 回顧展「神田日勝 大地への筆触」 ～朝ドラ「なつぞら」山田天陽のモデル！北海道・十勝が生んだ画家～                                                     | 東京ステーションギャラリー                                                                |
| 6月2日        | ＜傑作選SP＞静嘉堂文庫「超・日本刀入門」＆出光美術館「陶磁の至宝」 ～見ればあなたも“通”！知れば知るほど面白い、技巧に秘められた物語～                | 静嘉堂文庫美術館 出光美術館                                                               |
| 6月9日        | ぶらぶらプロデュース！夢の特別展① ～葛飾北斎の凄さがわかる！漫画家・しりあがり寿「ちょっと可笑しなほぼ三十六景」展～                                 | 国際文化会館                                                                              |
| 6月23日       | ぶらぶらプロデュース！夢の特別展② ～名画に隠された物語を解く！中野京子 もうひとつの「怖い絵」展～                                                    | 国際文化会館                                                                              |
| 7月7日        | ぶらぶらプロデュース！夢の特別展③ ～死ぬまでに見たい日本絵画10選！山下裕二ｘ仏画の最高峰から琳派、若冲、隠し玉まで～                                 | 国際文化会館                                                                              |
| 7月14日       | ぶらぶらプロデュース！夢の特別展④ ～世界の美術館を旅しよう！山田五郎「もう絶対、日本に来ない名画」展～                                               | 国際文化会館                                                                              |
| 7月21日       | 三菱一号館美術館「画家が見たこども展」 ～かわいいだけじゃない！不思議な世界 ゴッホ、ボナール、ヴァロットンら100点集結！～                            | 三菱一号館美術館                                                                          |
| 8月4日        | 新オープン！SOMPO美術館「開館記念展」 ～ゴッホ「ひまわり」と再会！東郷青児ゆかりの美術館 ベスト・コレクション～                                      | SOMPO美術館                                                                               |
| 8月11日       | 鎮守の杜・明治神宮が創建100年！「神宮の杜芸術祝祭」 ～明治神宮がアートの舞台に！最新ミュージアム＆神聖な森に野外彫刻！～                             | 明治神宮                                                                                  |
| 8月18日       | ＜傑作選SP＞絶景の京都！歴史探訪 ～世界遺産・国宝めぐり！上賀茂・下鴨神社から三千院、豊国神社まで～                                                  | 三千院 宝泉院 上賀茂神社 下鴨神社 加茂みたらし茶屋 豊国神社                               |
| 9月8日        | ぶらぶら美術・博物館スペシャル 箱根ルネサンス！時が紡ぐ伝統と美をめぐる旅 ～復活した箱根登山鉄道、老舗ホテルから恐竜まで！～                         | cu-mo箱根 富士屋ホテル 箱根美術館 神奈川県立生命の星・地球博物館 本間寄木美術館           |
| 10月20日      | ぶらぶら美術・博物館スペシャル 秋の埼玉ツアー！注目スポットがいっぱい！ ～地下神殿探訪から、超話題の角川武蔵野ミュージアム！建築家・隈研吾も登場！～ | 首都圏外郭放水路・地底探検ミュージアム「龍Q館」 角川武蔵野ミュージアム 埼玉県立近代美術館 |
| 10月27日      | 六本木に世界的スターが大集結！２つの注目の展覧会へ！ ～ジョン・レノンｘオノ・ヨーコ「ダブル・ファンタジー」と現代アートのベスト盤「STARS展」～       | ソニーミュージック六本木ミュージアム 森美術館                                             |

## 使用楽曲
- オープニング 『ハーリ・ヤーノシュ』第2楽章『ウィーンの音楽時計』（冒頭部分のみ）（コダーイ・ゾルターン作曲）
このパートはかつて日本テレビの天気予報で使われていた。
- エンディング 『Madalena』（エンディング・スポンサー部分）（タニア・マリア 作詞・作曲）

## スタッフ
- 技術：和泉 隆之、長田洋平、小澤拓史
- 編集：小川健二
- MA：餅原康之
- 音楽効果：山崎尚志
- 広報：加藤由貴子
- デスク：石川智子
- 制作進行：郷良孝太朗、青木貴之
- ディレクター：井上公志、中城よし子、森本展寧、麦倉理江、山内かのこ、バーマー亜利紗
- 演出：藤好耕
- プロデューサー：佐藤明香（BS日テレ）、沼波恭一（東阪企画）
- 制作協力：東阪企画
- 製作著作：BS日テレ

### 過去のスタッフ
- アシスタントディレクター：比良かおり、濱本亮
- ディレクター：石島良治
- プロデューサー：曾根尚、石島良治

## 受賞
- 第38回放送文化基金賞テレビエンターテインメント番組賞 - 第51回（2012年1月10日放送）の『愛知県美術館「生誕100年 ジャクソン・ポロック展」〜ピカソを超えた男・ポロック、日本初の回顧展〜』で受賞[7]。
- 第49回ギャラクシー奨励賞 - 第53回（2012年1月31日放送）の『「フェルメールからのラブレター展」〜17世紀オランダ絵画に見る「コミュニケーション」の形〜』で受賞。

## BS5局との連動
2021年3月20日（土/春分の日）に14:30 - 16:00放送の民放BS5局リレー特番第2弾『バナナマンのBSはササルTV ズブズブスペシャル!』を放送。
5番手テーマは「DEEP」。
総合MC
- バナナマン（設楽統・日村勇紀） - YOUは何しに日本へ? Classic、バナナマンのせっかくグルメ!!傑作選

アシスタント
- 宇内梨沙（TBSアナウンサー）

他局ゲスト
- ヒャダイン - サウナを愛でたい
- サンシャイン池崎 - ねこ自慢
- アンガールズ （山根良顕・田中卓志）- 突撃!隣のスゴイ家
- 岡田圭右（ますだおかだ） - クイズ!脳ベルSHOW

## 関連書籍
以下のムック本が刊行されている。
- 『ぶらぶら美術・博物館おさんぽアートブック 2012-2013』（日テレムック）日本テレビ放送網、2012年
- 『ぶらぶら美術・博物館プレミアムアートブック 2013-2014』（日テレムック）日本テレビ放送網、2013年